# Olympische Sommerspiele 1964/Teilnehmer (Schweden)
| Gelbes Symbol für Goldmedaillen mit stilisierten Olympischen Ringen | Graues Symbol für Silbermedaillen mit stilisierten Olympischen Ringen | Braundes Symbol für Bronzemedaillen mit stilisierten Olympischen Ringen |
| ------------------------------------------------------------------- | --------------------------------------------------------------------- | ----------------------------------------------------------------------- |
| 2                                                                   | 2                                                                     | 4                                                                       |

Schweden nahm an den Olympischen Sommerspielen 1964 in Tokio mit einer Delegation von 94 Athleten (76 Männer und 18 Frauen) an 72 Wettkämpfen in 13 Sportarten teil.
Die schwedischen Sportler gewannen zwei Gold-, zwei Silber- und vier Bronzemedaillen. Im Medaillenspiegel der Spiele platzierte sich Schweden damit auf dem 17. Platz. Olympiasieger wurden die Kanuten Rolf Peterson im Einer-Kajak über 1000 Meter sowie Sven-Olov Sjödelius und Gunnar Utterberg im Zweier-Kajak über 1000 Meter. Fahnenträger bei der Eröffnungsfeier war der Reiter William Hamilton.

## Teilnehmer nach Sportarten

### Fechten
Männer
- Orvar Lindwall
Degen: 7. Platz
Degen Mannschaft: 4. Platz

- Hans Lagerwall
Degen: 9. Platz
Degen Mannschaft: 4. Platz

- Göran Abrahamsson
Degen: 9. Platz
Degen Mannschaft: 4. Platz

- Ivar Genesjö
Degen Mannschaft: 4. Platz

- Carl-Wilhelm Engdahl
Degen Mannschaft: 4. Platz

Frauen
- Kerstin Palm
Florett: in der 2. Runde ausgeschieden

- Christina Wahlberg
Florett: in der 1. Runde ausgeschieden

### Gewichtheben
- Enar Edberg
Federgewicht: 20. Platz

- Sven-Erik Westlin
Leichtgewicht: 16. Platz

- Ingvar Asp
Halbschwergewicht: 13. Platz

### Kanu
Männer
- Rolf Peterson
Einer-Kajak 1000 m: Gold 
Vierer-Kajak 1000 m: 5. Platz

- Sven-Olov Sjödelius
Zweier-Kajak 1000 m: Gold 
Vierer-Kajak 1000 m: 5. Platz

- Gunnar Utterberg
Zweier-Kajak 1000 m: Gold 
Vierer-Kajak 1000 m: 5. Platz

- Carl von Gerber
Vierer-Kajak 1000 m: 5. Platz

- Ove Emanuelsson
Einer-Canadier 1000 m: 5. Platz

Frauen
- Else-Marie Ljungdahl
Einer-Kajak 500 m: 5. Platz
Zweier-Kajak 500 m: 6. Platz

- Eva Sisth
Zweier-Kajak 500 m: 6. Platz

### Leichtathletik
Männer
- Stig Lindbäck
800 m: im Halbfinale ausgeschieden
1500 m: im Vorlauf ausgeschieden

- Karl-Uno Olofsson
1500 m: im Halbfinale ausgeschieden

- Sven-Olov Larsson
5000 m: im Vorlauf ausgeschieden

- Bengt Nåjde
5000 m: im Vorlauf ausgeschieden

- Bo Forssander
110 m Hürden: im Halbfinale ausgeschieden

- Lars-Erik Gustafsson
3000 m Hindernis: 8. Platz

- Åke Söderlund
20 km Gehen: 18. Platz

- John Ljunggren
20 km Gehen: 19. Platz
50 km Gehen: 16. Platz

- Roine Karlsson
20 km Gehen: 20. Platz

- Ingvar Pettersson
50 km Gehen: Bronze

- Roy Syversson
50 km Gehen: 24. Platz

- Stig Pettersson
Hochsprung: 4. Platz

- Kjell-Åke Nilsson
Hochsprung: 6. Platz

- Lars Haglund
Diskuswurf: ohne gültige Weite

- Birger Asplund
Hammerwurf: 21. Platz

Frauen
- Ulla-Britt Wieslander
100 m: im Viertelfinale ausgeschieden

### Moderner Fünfkampf
- Bo Jansson
Einzel: 8. Platz
Mannschaft: 4. Platz

- Rolf Junefelt
Einzel: 10. Platz
Mannschaft: 4. Platz

- Hans-Gunnar Liljenwall
Einzel: 11. Platz
Mannschaft: 4. Platz

### Radsport
- Gösta Pettersson
Straßenrennen: 7. Platz
Mannschaftszeitfahren: Bronze

- Erik Pettersson
Straßenrennen: 11. Platz
Mannschaftszeitfahren: Bronze

- Sven Hamrin
Straßenrennen: 50. Platz
Mannschaftszeitfahren: Bronze

- Sture Pettersson
Straßenrennen: 52. Platz
Mannschaftszeitfahren: Bronze

### Reiten
- William Hamilton
Dressur: 9. Platz
Dressur Mannschaft: 5. Platz

- Hans Wikne
Dressur: 11. Platz
Dressur Mannschaft: 5. Platz

- Bengt Ljungquist
Dressur: 22. Platz
Dressur Mannschaft: 5. Platz

### Ringen
- Erik Olsson
Federgewicht, griechisch-römisch: in der 3. Runde ausgeschieden

- Rune Johnsson
Leichtgewicht, griechisch-römisch: in der 4. Runde ausgeschieden

- Bertil Nyström
Weltergewicht, griechisch-römisch: Bronze

- Stig Persson
Mittelgewicht, griechisch-römisch: in der 4. Runde ausgeschieden

- Per Svensson
Halbschwergewicht, griechisch-römisch: Silber

- Ragnar Svensson
Schwergewicht, griechisch-römisch: 5. Platz

- Matti Poikala
Leichtgewicht, Freistil: in der 2. Runde ausgeschieden

- Lennart Eriksson
Halbschwergewicht, Freistil: in der 2. Runde ausgeschieden

- Arne Robertsson
Schwergewicht, Freistil: in der 3. Runde ausgeschieden

### Schießen
- Stig Berntsson
Schnellfeuerpistole 25 m: 25. Platz

- Leif Larsson
Freie Pistole 50 m: 7. Platz

- John Sundberg
Freies Gewehr Dreistellungskampf 300 m: 11. Platz
Kleinkalibergewehr Dreistellungskampf 50 m: 27. Platz
Kleinkalibergewehr liegend 50 m: 51. Platz

- Jan Poignant
Freies Gewehr Dreistellungskampf 300 m: 12. Platz
Kleinkalibergewehr Dreistellungskampf 50 m: 16. Platz
Kleinkalibergewehr liegend 50 m: 18. Platz

- Lennart Ahlin
Trap: 16. Platz

- Rune Flodman
Trap: 20. Platz

### Schwimmen
Männer
- Per-Ola Lindberg
100 m Freistil: im Halbfinale ausgeschieden
4-mal-100-Meter-Freistil-Staffel: 5. Platz

- Bengt Nordwall
100 m Freistil: im Halbfinale ausgeschieden
4-mal-100-Meter-Freistil-Staffel: 5. Platz

- Lester Eriksson
100 m Freistil: im Vorlauf ausgeschieden
4-mal-200-Meter-Freistil-Staffel: 5. Platz

- Hans Rosendahl
400 m Freistil: im Vorlauf ausgeschieden
4-mal-200-Meter-Freistil-Staffel: 5. Platz

- Mats Svensson
400 m Freistil: im Vorlauf ausgeschieden
4-mal-200-Meter-Freistil-Staffel: 5. Platz

- Ingvar Eriksson
4-mal-100-Meter-Freistil-Staffel: 5. Platz

- Jan Lundin
4-mal-100-Meter-Freistil-Staffel: 5. Platz
4-mal-200-Meter-Freistil-Staffel: 5. Platz

- Olle Ferm
400 m Lagen: im Vorlauf ausgeschieden

Frauen
- Ann-Christine Hagberg
100 m Freistil: 7. Platz
4-mal-100-Meter-Freistil-Staffel: 5. Platz

- Ann-Charlotte Lilja
100 m Freistil: im Halbfinale ausgeschieden
200 m Freistil: 8. Platz
4-mal-100-Meter-Freistil-Staffel: 5. Platz

- Ulla Jäfvert
100 m Freistil: im Halbfinale ausgeschieden
4-mal-100-Meter-Freistil-Staffel: 5. Platz

- Elisabeth Ljunggren-Morris
200 m Freistil: im Vorlauf ausgeschieden

- Majvor Welander
200 m Freistil: im Vorlauf ausgeschieden

- Lotten Andersson
4-mal-100-Meter-Freistil-Staffel: 5. Platz

### Segeln
- Boris Jacobson
Finn-Dinghy: 14. Platz

- Pelle Petterson
Star: Bronze

- Holger Sundström
Star: Bronze

- Lars Käll
Flying Dutchman: 18. Platz

- Stig Käll
Flying Dutchman: 18. Platz

- Bo Kaiser
Drachen: 14. Platz

- Arne Settergren
Drachen: 14. Platz

- Styrbjörn Holm
Drachen: 14. Platz

- Lars Thörn
5,5-Meter-Klasse: Silber

- Arne Karlsson
5,5-Meter-Klasse: Silber

- Sture Stork
5,5-Meter-Klasse: Silber

### Turnen
Männer
- Stig Lindewall
Einzelmehrkampf: 54. Platz
Boden: 52. Platz
Pferdsprung: 69. Platz
Barren: 18. Platz
Reck: 68. Platz
Ringe: 31. Platz
Seitpferd: 91. Platz

- Leif Koorn
Einzelmehrkampf: 67. Platz
Boden: 65. Platz
Pferdsprung: 77. Platz
Barren: 83. Platz
Reck: 109. Platz
Ringe: 9. Platz
Seitpferd: 54. Platz

- William Thoresson
Einzelmehrkampf: 77. Platz
Boden: 16. Platz
Pferdsprung: 54. Platz
Barren: 79. Platz
Reck: 94. Platz
Ringe: 62. Platz
Seitpferd: 87. Platz

Frauen
- Marie Lundqvist-Björk
Einzelmehrkampf: 39. Platz
Boden: 29. Platz
Pferdsprung: 35. Platz
Stufenbarren: 40. Platz
Schwebebalken: 49. Platz
Mannschaftsmehrkampf: 8. Platz

- Solveig Egman-Andersson
Einzelmehrkampf: 40. Platz
Boden: 47. Platz
Pferdsprung: 23. Platz
Stufenbarren: 45. Platz
Schwebebalken: 41. Platz
Mannschaftsmehrkampf: 8. Platz

- Ewa Rydell
Einzelmehrkampf: 42. Platz
Boden: 37. Platz
Pferdsprung: 34. Platz
Stufenbarren: 51. Platz
Schwebebalken: 41. Platz
Mannschaftsmehrkampf: 8. Platz

- Ulla Lindström
Einzelmehrkampf: 50. Platz
Boden: 43. Platz
Pferdsprung: 44. Platz
Stufenbarren: 59. Platz
Schwebebalken: 48. Platz
Mannschaftsmehrkampf: 8. Platz

- Anne-Marie Lambert
Einzelmehrkampf: 52. Platz
Boden: 60. Platz
Pferdsprung: 56. Platz
Stufenbarren: 41. Platz
Schwebebalken: 55. Platz
Mannschaftsmehrkampf: 8. Platz

- Gerola Lindahl
Einzelmehrkampf: 53. Platz
Boden: 65. Platz
Pferdsprung: 54. Platz
Stufenbarren: 31. Platz
Schwebebalken: 58. Platz
Mannschaftsmehrkampf: 8. Platz

### Wasserspringen
Männer
- Göran Lundqvist
3 m Kunstspringen: 5. Platz

Frauen
- Kerstin Rybrant
3 m Kunstspringen: 21. Platz